# Billboard Hot 100
Billboard Hot 100 je tedenska lestvica stotih najbolj priljubljenih glasbenih singlov v Združenih državah Amerike, ki jo vsak četrtek izdaja ameriška revija Billboard in vplivno merilo priljubljenosti v ameriški glasbeni industriji ter zagotovo najvplivnejša lestvica singlov na svetu.
Uvrstitev se računa na podlagi podatkov, ki jih posreduje agencija za tržne raziskave ACNielsen. Merila vključujejo prodajo singlov (tako na fizičnih nosilcih kot v digitalnih formatih) pri izbranih trgovcih, streaming iz spleta in poslušanost na radiu. Slednjo ugotavljajo iz pogostosti predvajanja na vzorcu ameriških radijskih postaj in ocen števila poslušalcev teh postaj v času predvajanja. Dodatna komponenta so še predvajanja na zahtevo pri vzorcu spletnih ponudnikov glasbe.
4. avgusta 1958 je bila objavljena prva tedenska lestvica Hot 100 ko je prvo mesto zasedla skladba "Poor Little Fool" od Ricky Nelsona. Do trenutno zadnje objave 3. avgusta 2019, ko je na prvem mestu "Old Town Road" od Lil Nas X featuring Billy Ray Cyrus se je na prvem mestu lestvice zvrstilo 1,086 različnih singlov. Od tega samo sedem neangleških.

## Rekordi

### Skladba z največ tedni na prvem mestu
| Št. tednov | Izvajalec                                           | Skladba         | Leto    |
| ---------- | --------------------------------------------------- | --------------- | ------- |
| 19         | Lil Nas X (solo ali feat. Billy Ray Cyrus)          | "Old Town Road" | 2019    |
| 16         | Mariah Carey and Boyz II Men                        | "One Sweet Day" | 1995/96 |
| 16         | Luis Fonsi and Daddy Yankee featuring Justin Bieber | "Despacito"     | 2017    |

### Največ zaporednih let z skladbami na prvem mestu
| Zapor. leta | Izvajalec       | Prvi hit na prvem mestu                      | Zadnji hit na prvem mestu                    |
| ----------- | --------------- | -------------------------------------------- | -------------------------------------------- |
| 11          | Mariah Carey    | "Vision of Love" (4. avgust 1990)            | "Thank God I Found You" (19. februar 2000)   |
| 7           | Elvis Presley † | "Heartbreak Hotel" (17. marec 1956)          | "Good Luck Charm" (28. april 1962)           |
| 7           | The Beatles     | "I Want to Hold Your Hand" (1. februar 1964) | "The Long and Winding Road" (20. junij 1970) |

### Skupno največ tednov na prvem mestu
| Št. tednov | Izvajalec       |
| ---------- | --------------- |
| 79         | Elvis Presley † |
| 79         | Mariah Carey    |
| 60         | Rihanna         |
| 59         | The Beatles     |
| 50         | Boyz II Men     |

### Neangleške skladbe na prvem mestu
- "Nel Blu Dipinto Di Blu (Volare)" – Domenico Modugno (1958 – italijansko – 5 tednov)
- "Sukiyaki" – Kyu Sakamoto (1963 – japonsko – 3 tedni)
- "Dominique" – The Singing Nun (1963 – francosko – 4 tedni)
- "Rock Me Amadeus" – Falco (1986 – angleško/nemško – 3 tedni)
- "La Bamba" – Los Lobos (1987 – špansko – 3 tedni)
- "Macarena (Bayside Boys Mix)" – Los del Río (1996 – angleško/špansko – 14 tednov)
- "Despacito" – Luis Fonsi and Daddy Yankee feat. Justin Bieber (2017 – angleško/špansko – 16 tednov)